# آرورا (ایلینوی)
آرورا، ایلینوی (به انگلیسی: Aurora, Illinois) یک شهر در ایالات متحده آمریکا با جمعیت ۱۹۹٬۹۳۲ نفر است که در ایلی‌نوی واقع شده‌است.
آرورا شهری در منطقه کلان‌شهری شیکاگو است که بخشی از آن در شهرستان‌های دوپیج، کین، کندال و ویل در ایالت ایلینوی ایالات متحده واقع شده است. این شهر عمدتاً در شهرستان‌های دوپیج و کین قرار دارد و دومین شهر پرجمعیت ایلینوی، پس از شیکاگو و صد و چهل و چهارمین شهر پرجمعیت ایالات متحده است.  جمعیت در سرشماری سال ۲۰۱۰، ۱۹۷٬۸۹۹ نفر و در سرشماری سال ۲۰۲۰، ۱۸۰٬۵۴۲ نفر بوده است.
در سال ۱۹۰۸، نام مستعار «شهر نورها» برای این شهر برگزیده شد، زیرا در سال ۱۸۸۱ یکی از اولین شهرهای ایالات متحده بود که سیستم روشنایی خیابانی تمام الکتریکی را اجرا کرد. مرکز شهر تاریخی آرورا در فاکس ریور (شاخه رودخانه ایلینوی) و در جزیره استولپ واقع شده است. این شهر به سه منطقه تقسیم شده است، سمت غربی، در سمت غربی رودخانه فاکس، سمت شرقی، بین ساحل شرقی رودخانه فاکس و خط شهرستان کین/دوپیج، و سمت شرق دور/دره فاکس، که از خط کانتی تا مرز شرقی شهر با ناپرویل است.